# L'Écriture et la Différence
L'Écriture et la Différence est un livre du philosophe français Jacques Derrida paru aux éditions du Seuil en 1967. 

## Plan
- « Force et Signification »
- « Cogito et histoire de la folie »
- « Edmond Jabès et la question du livre »
- « Violence et métaphysique : essai sur la pensée d'Emmanuel Levinas »

1. Violence et lumière
2. Phénoménologie, ontologie, métaphysique
3. Différence et eschatologie

- « Genèse et structure de la phénoménologie »
- « La Parole soufflée »
- « Freud et la scène de l'écriture »
- « Le théâtre de la cruauté et la clôture de la représentation »
- « De l'économie restreinte à l'économie générale : un hégélianisme sans réserve »
- « La structure, le signe et le jeu dans le discours des sciences humaines »
- « Ellipse »

## Auteurs cités
Jean Rousset, Michel Foucault, Edmond Jabès, Emmanuel Levinas, Sigmund Freud, Antonin Artaud, Georg Wilhelm Friedrich Hegel, Claude Lévi-Strauss.